# 洛夫 (亞利桑那州)
洛夫（英語：Love）是位於美國亞利桑那州拉巴斯縣的一個非建制地區。該地的面積和人口皆未知。

## 地理
洛夫的座標為33°51′08″N 113°27′57″W / 33.85222°N 113.46583°W，而該地的平均海拔高度為601米（即1972英尺）。